# アンタークティカ
アンタークティカ(Antarctica)は、アメリカのニューヨークで結成されたロックバンド。1995年から1999年まで活動。クリスティ・フロント・ドライヴ活動中にメンバーのエリック・リクターを中心に結成。1997年に3曲入りEP『23:03』、1999年に2枚組アルバム『81:03』をリリースし解散。ポストロックやエレクトロニカの影響が強いサウンドを展開した。解散後にドノヒューとマリアンスキーはオヴァ・ルーヴェン（Ova Looven）を結成し、エレクトロニカ的作風を継承した。

## メンバー
- エリック・リクター（Eric Richter）- ギター、ボーカル
- クリス・ドノヒュー（Chris Donohue） - ギター
- ベン・ジマーマン（Ben Zimmerman） - ベースギター
- グレン・マリアンスキー（Glenn Maryansky） - ドラムス
- ニコール・ワクセンブラット（Nicole Waxenblatt） - キーボード、プログラミング

## 作品
- 23:03 EP （1997年）

1. Drown the Days
2. Full Crescent Crusade
3. Closetful of Churches

- 81:03 LP （1999年）

Disc 1
1. Absence
2. Tower of Silence
3. The Velvet Flood
4. Return to Omma Dawn
5. The Chrome Selected
6. Ultra Nørsk

Disc 2
1. Hallucinus
2. Tektur the Water
3. Exisis
4. 7759-60784-1-E
5. Arctikal